# Jerzy Cymorek
Jerzy Cymorek, též Jiří Cymorek (31. srpna 1904, Bystřice – 8. února 1971, Český Těšín) byl luterský duchovní.

## Život
Působil jako pastor v Komorní Lhotce, Českém Těšíně, ve Visle a v Třinci. Od roku 1952 do své smrti byl superintendentem a později biskupem Slezské církve evangelické a. v.
Byl ženat s Erykou roz. Schwartzovou († 1955), s níž měl dceru a syna Jana († 2011) a Paulinou roz. Cienciałovou († 2012), s níž měl dceru Marii Evu († 2021).
Je pohřben v Dolním Žukově.